# Clara Siewert
Clara Siewert (født 9. december 1862 i Budda, Pommern, død 11. oktober 1945 i Berlin) var en tysk symbolistisk kunstmaler, grafisk kunstner og skulptør, som var knyttet til kunstnergruppen Berliner Sezession.

## Opvækst og uddannelse
Clara Siewert var ud af en tyskbaltisk slægt, der var flyttet fra Sankt Petersborg til Danzig efter ikke længere at have været i gunst hos hoffet. Hendes far var tidligere kaptajn i den preussiske hær, hendes mor Helene (1837-1924) var amatørkunstner, og hendes lillesøster, Elisabeth blev en populær romanforfatter.
Hun begyndte at tegne som ganske ung med inspiration fra magien i de eventyr, hun og hendes venner opførte som små skuespil. Senere tog hun også fat på at tegne naturen. Efter at have taget studentereksamen på en kvindeskole rejste hun til Königsberg i 1878 for at blive undervist, men kunstakademiet i byen optog på den tid ikke kvindelige studerende, så hun fik i stedet privatundervisning af lokale kunstnere.
I 1884 begyndte hun på skift at opholde sig i fødebyen Budda og i Berlin, og det lykkedes hende omsider at få undervisning af en markant kunstner, den schweiziske portrætmaler Karl Stauffer-Bern, der introducerede hende til symbolisten Arnold Böcklins værker. Disse fik stor betydning for hendes stil. Senere fik hun timer hos Max Koner, kaldet Kejsermaleren, der havde et kendt atelier for kvindelige kunstnere. Siewert afsluttede sine studier omkring 1888-89 hos Hugo Vogel.

## Karriere
I 1892 begyndte hun at udstille i Berlins saloner og blev forbundet med "Verein der Berliner Künstlerinnen", en gruppe kvindelige kunstnere. Mod slutningen af 1890'erne bosatte hun sig endegyldigt i Berlin. Hun indrettede et atelier i nærheden af et større studie, der blev anvendt af medlemmer af gruppen Die Brücke. I 1901 begyndte hun at udstille sammen med Berliner Sezession, og hun havde også forbindelse med Deutscher Künstlerbund.
Af uklare årsager brød hun i 1912 med Sezession, hvilket satte hendes karriere ret meget i stå. Indtil 1936 var hun kun med på en enkelt større udstilling, i 1914 i Leipzig. Veninden Käthe Kollwitz, der var med i Sezessionens udvælgelseskomité, arbejdede i 1916 for at få hendes værker med på gruppens udstilling, men uden held.
I den periode, hvor hun var ude i kulden, hjalp hendes søstre, især den succesrige Elisabeth, Clara Siewert økonomisk. Elisabeths død i 1930 gjorde Clara voldsomt depressiv, og i løbet af få år, var hun decideret fattig. Som en sidste udvej søgte hun det nye nazistiske propagandaministerium om finansiel støtte og fik den. Hun blev senere medlem af Reichskulturkammer, men var aldrig medlem af nazistpartiet.
I 1936 blev galleristen Wolfgang Gurlitt opmærksom på Siewert og arrangerede en stor udstilling med hele 174 af hendes værker, dog uden større kritikersucces. En planlagt ny udstilling blev aflyst som følge af indledningen på krigen. I 1943 blev hendes atelier ødelagt af en bombning, hvorved en stor del af hendes værker blev ødelagt. Selv undslap hun og søgte tilflugt hos en nabo.
På det tidspunkt fik hun ikke længere offetlig støtte og levede i stor fattigdom. I mange år var det antaget, at hun blev dræbt under en bombning i 1944, men et brev fra hendes søster Victoria offentliggjort i 2012 viste, at dette ikke var tilfældet og antyder, at hun i stedet døde kort efter krigen af sine lidelser.
Hun var stort set glemt, men i 2008 blev en stor mængde af hendes overrende værker (omkring 170) udstillet på Kunstforum Ostdeutsche Galerie i Regensburg, og her befinder de sig fortsat.